# Globus-Verlag

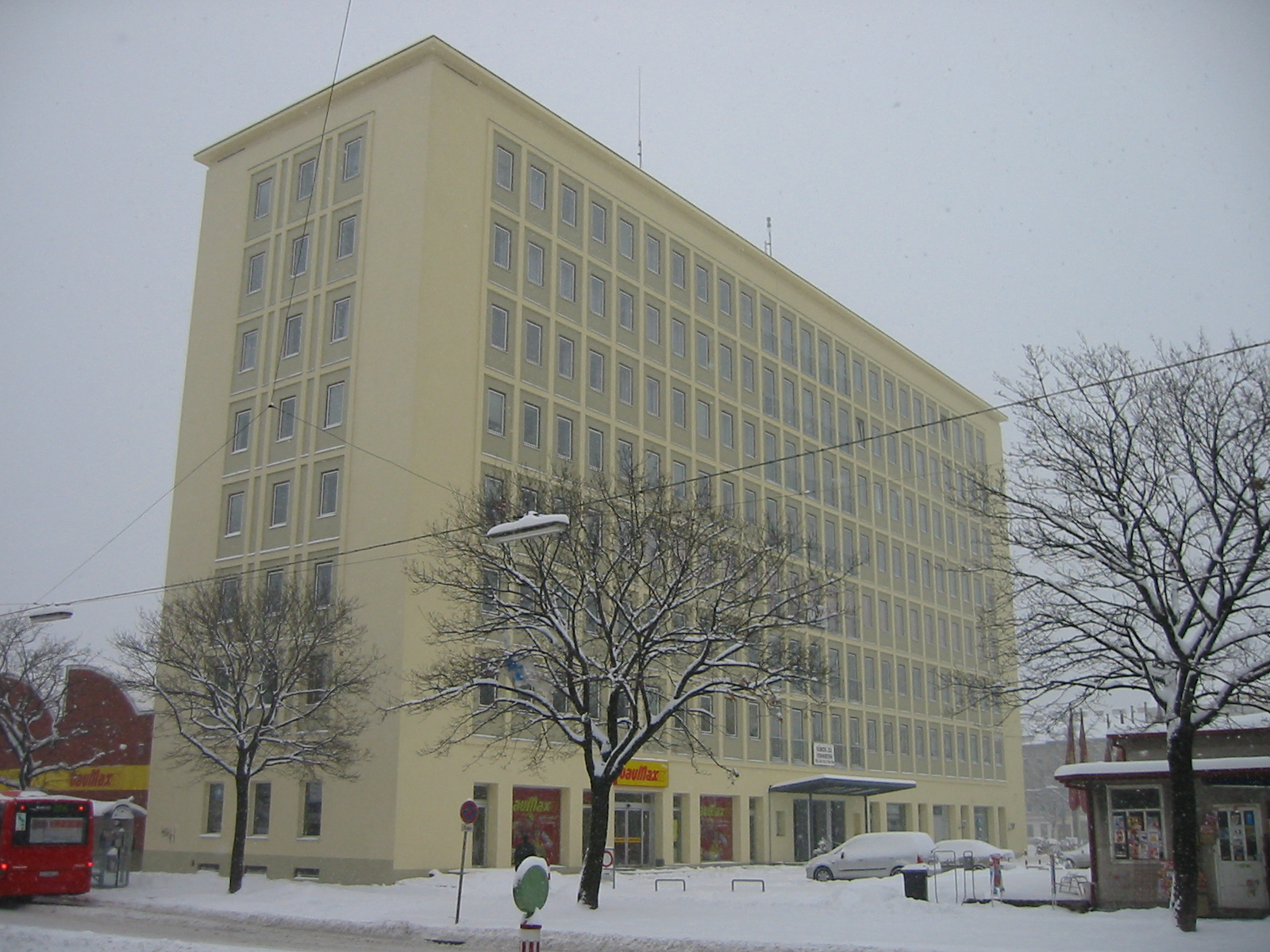
Wien-Brigittenau, Höchstädtplatz, ehem. Sitz des Globus-Verlages (2004)

Der Globus-Verlag war der von 1945 bis 1993 bestehende Parteiverlag der Kommunistischen Partei Österreichs. Seit der Einstellung als eigenständiges Unternehmen erscheinen vereinzelte Publikationen im Umfeld der KPÖ weiterhin unter dem verbliebenen Verlagsnamen.

## Geschichte des Verlags
Nach der Befreiung 1945 nahm die KPÖ als eine der drei Gründerparteien der Zweiten Republik mit entsprechender Vertretung in der ersten provisorischen Regierung zunächst eine bedeutende Stellung ein. Diesem Status und ihrer Nähe zur sowjetischen Besatzungsmacht verdankte es die KPÖ, dass sie 1945 die modernen Druckereibetriebe des „Ostmärkischen Zeitungsverlages“ pachtweise übernehmen konnte, die dieser 1938 durch „Arisierung“ vom Steyrermühl-Konzern übernommen hatte. In den entsprechenden Räumlichkeiten etablierte sich der im Sommer 1945 offiziell gegründete Globus-Konzern, der zahlreiche Zeitschriften aus dem Umfeld der KPÖ herausgab und druckte. Außerdem wurde russische bzw. sowjetische und tschechische Literatur verlegt.
Aufgrund der letztlich doch notwendigen Restitution an die Steyrermühl errichtete der Globus-Verlag 1954 bis 1956 auf dem Höchstädtplatz 3 (benannt nach der Zweiten Schlacht bei Höchstädt) in Wien-Brigittenau (20. Bezirk) ein großes, modernes Druckerei- und Verlagsgebäude nach den Entwürfen von Margarete Schütte-Lihotzky, Wilhelm Schütte, Fritz Weber und Karl Franz Eder. Es befand sich bis 1955 im sowjetischen Sektor Wiens. Es war bis 1992 Sitz der KPÖ und einiger ihrer Teilorganisationen. Die Tageszeitung Volksstimme, Zentralorgan der KPÖ, hatte ihren redaktionellen Sitz im vierten Stock.
Heute wird das Gebäude als Schulbau genützt. Vor dem Gebäude, auf dem Höchstädtplatz, steht das Mahnmal samt Gedenkstein Marsyas von Alfred Hrdlicka, das den Opfern und Kämpfern gegen faschistische Gewaltherrschaft, Rassismus und Krieg gewidmet ist. Es wurde von der KPÖ gestiftet und 1988 errichtet. Weiters steht hier auf einem Steinsockel eine Reliefbüste zur Erinnerung an den langjährigen KPÖ-Vorsitzenden Johann Koplenig.
Der Verlag teilte als Parteiverlag das Schicksal der KPÖ, den Weg in die weitgehende Marginalisierung. Dennoch gelang es den in ihm tätigen Intellektuellen mit ihrer betont österreichisch-patriotischen Linie, vor allem in den Anfangsjahren nach 1945 immer wieder interessante und wichtige kulturelle Akzente zu setzen. So zählt die Pflege des Werks des Lyrikers Theodor Kramer zu den Verdiensten des Verlagshauses, und auch im Bereich der Kinder- und Jugendliteratur waren wichtige Autoren wie Mira Lobe oder Karl Bruckner zumindest zeitweilig im Bereich des Globus-Verlag tätig.

## Zeitungen und Zeitschriften
„Volksstimme“, Tageszeitung – Zentralorgan der KPÖ, „Die Arbeit“, Zeitung des GLB – Gewerkschaftlichen Linksblocks, „Stimme der Frau“, Magazin des BDFÖ – Bund Demokratischer Frauen Österreichs, „Rote Perspektive“, Monatsmagazin des KSV – Kommunistischer Studentenverband, „Explosiv“, Monatsmagazin der KJÖ – Kommunistische Jugend Österreichs, Unsere Zeitung, Kinder- und Jugendzeitschrift, Wiener Tagebuch etc. Neben vielen anderen Zeitschriften wurde in den Jahren 1958 bis 1989 die deutschsprachige Ausgabe des IB-Informationsbulletins der kommunistischen und Arbeiterparteien verlegt.
Der Verlag war laut Impressum auch langjähriger Vertriebspartner der 1955 in der DDR gegründeten ältesten deutschsprachigen Comic-Zeitschrift mit dem Titel Mosaik.

## Buchhandlungen
Der Verlag besaß und führte über Jahrzehnte fünf Buchhandlungen in Österreich, davon vier in Wien, davon drei im Stadtzentrum. Diese Buchhandlungen boten ein umfangreiches Sortiment klassischer und aktueller Literatur, vor allem auch aus den Verlagsprogrammen der sozialistischen Länder, vor allem der DDR. Auch aus der berühmten, im Leipziger Insel-Verlag verlegten Insel-Bücherei wurden Anfang der 1980er Jahre fünf Titel vertrieben, allerdings unter eigenem Einband und Impressum.
Die bis 2005 in KPÖ-Besitz befindliche „Zentralbuchhandlung“ war das buchhändlerische Aushängeschild des Globus-Verlags und der KPÖ in Wien in der Inneren Stadt nächst dem Stephansplatz. Das „Internationale Buch“ am Trattnerhof, ebenfalls in der Inneren Stadt, führte in seinem Sortiment im Besonderen Bücher in russischer und bulgarischer Sprache in kyrillischer Schrift. Zudem gab es die „Erste Wiener Fachbuchhandlung“ in der Wiener Wollzeile (1. Bezirk), die „Arbeiterbuchhandlung“ in der Laxenburger Straße im Wiener Arbeiterbezirk Favoriten (10. Bezirk) und die „Volksbuchhandlung“ in Graz, der steirischen Landeshauptstadt.
Die Buchgemeinschaft „Buchgemeinde“ war ein Kind des Globus-Verlages und wurde 1948 gegründet. Der Büchervertrieb erfolgte über Vertrauensmänner. 1953 hatte die Buchgemeinde 18.000 Mitglieder, die von 350 Vertrauensmänner betreut wurden.

## Autoren und Titel
Österreichische Schriftsteller:
Doris Brehm, „Eine Frau zwischen Gestern und Morgen“ (1955):, Franz Xaver Fleischhacker, „Schwert in des Bauern Hand“ (1953), Cattaro (1957):, Frank Fischer, „Das Mädchen Italia“ (1948):, Marie Frischauf, „Der graue Mann“ (1949):, Kóra, „Herr Haslinger“ (1947) (Karikaturen-Haslingerwitze):, „Der Kreis hat einen Anfang“, Anthologie: Hans Friedmann, Anneliese Fritz-Eulau, Friedl Hofbauer, Otto Horn, Franz Kain, Rolf Rothmayer, Josef Toch, Fred Wander, Susanne Wantoch, (1953):, Friedrich Lorenz, „Sieg der Verfemten“ (1952):, Hermynia Zur Mühlen, „Als der Fremde kam“ (1947):, Margarete Petrides, „Hedwig Zadinek“ (1947):, Eva Priester, „Vom Banne der Freiheit“ (1955):, Margarete Rainer, „Es gibt keinen Abschied“ (1955):, Harry Sichrovsky, „Dschai Hind“ (1954):, Harry Sichrovsky, „Indien trocknet seine Tränen“ (1959):, Jura Soyfer, „Vom Paradies und Weltuntergang“ (1948):, Susanne Wantoch, „Das Haus in der Brigittastraße“ (1955) und „Na Zu, die Stadt der verschlungenen Wege“ (1948).
Österreichische Lyrik:
Hugo Abel, „Es steht ein Kreuz im Niemandsland“ (1951):, Theodor Kramer, „Die untere Schenke“ (1946), „Wien 1938/Die grünen Kader“ (1946):, Eva Priester, „Aus Krieg und Nachkrieg“ (1946):,
Romane – Erzählungen – Reportagen aus aller Welt:
Jorge Amado, „Das Land der goldenen Früchte“ (1953):, Martin Andersen Nexø, „Ditte Menschenkind“ (1949), „Der Lotterieschwede und andere Erzählungen“ (1949), „Pelle der Eroberer“ (1950), „Morton der Rote“ (1951):, Louis Aragon, „Das römische Recht gilt nicht mehr“ (1947):, Wassili Aschajew, „Fern von Moskau“ (1951), Béla Balázs, „Die Jugend eines Träumers“ (1948):, Alexander Bek, „Die Wolokolamsker Chaussee“ (1947):, Pierre Courtade, „Jimmy“ (1952):, Petru Dumitriu, „Der Kanal“ (1953):, Ilja Grigorjewitsch Ehrenburg, „Auf den Straßen Europas“ (1946), Howard Fast, „Straße zur Freiheit“ (1949), „Spartacus“ (1954):, Julius Fučík, „Reportage unter dem Strang geschrieben“ (1947):, Louis Fürnberg, „Mozartnovelle“ (1947), Maxim Gorki, Sechsbändige Werkausgabe (1947):, Jiri Hanzelka/Miroslav Zikmund, „Afrika – Traum und Wirklichkeit“ (1954):, Béla Illes, „Höhenfeuer“ (1948), „In den Bergen der Skypetaren“ (1948), Nikolai Semjonowitsch Jewdokimow, „Lied vom Stahl“ (1951):, Hewlett Johnson, „Ein Viertel der Menschheit“ (1954):, René Jouglet, „Brot und Gold“ (1955):, Francesco Jovine, „Die Äcker des Herren“ (1952):, Fjodor Kandyba, „Heiße Erde“ (1952):, Egon Erwin Kisch, „Abenteuer in fünf Kontinenten Reportagen aus den Jahren“ 1910 bis 1945 (1948), „Marktplatz der Sensationen“ (1948), „Entdeckungen in Mexiko“ (1947), „Asien gründlich verändert“ (1946):, Alexej Koshewnikow, „Belebendes Wasser“ (1952):, Lörnic Kovai, „Der Fackeltanz“ (1948), „Der Feuerkelch“ (1949):, Josef Likstanow, „Der grüne Stein“ (1952):, Jack Lindsay, „Der veruntreute Frühling“ (1955):, Jack London, „Die eiserne Ferse“ (1948):, Edwin L. Mayer, „Der Gringo“ (1949):, Ivan Olbracht, „Es war einmal … “ (1949):, Wera Panowa, „Menschen aus Krushilicha“ (1950):, Theodor Plievier, „Stalingrad“ (1946):, Konstantin Simonow, „Die russische Frage“ (1948), Ernst Sommer, „Revolte der Wehrlosen“ (1948):, Roger Vailland, 325.000 Francs (1957).
Wissenschaft und Kunst:
Bela Balazs, „Der Film“ (1950):, Engelbert Broda, „Kräfte des Weltalls“ (1954), „Atomkraft – Furcht und Hoffnung“ (1955):, Ernst Fischer, „Dichtung und Deutung“ (1953), „Goethe, der große Humanist“ (1949), „Kunst und Menschheit“ (1950):, Albert Fuchs, „Geistige Strömungen in Österreich“ (1949):, Karl Marx und Friedrich Engels, „Über Kunst und Literatur“ (1948):, Eva Priester, Kurze Geschichte Österreichs Band 1 (1946), Band 2 (1949):, Georges Sadoul, „Das ist Chaplin, Sein Leben – Seine Filme – Seine Zeit“ (1953):, Erich Schindel und Anton Rot, „Naturgeschichte der Liebe. Physiologie, Biologie und Soziologie des Geschlechtslebens“ (1953).
Technik und Wissenschaft:
Otto Benesch, „Kleine Geschichte der Kunst in Österreich“ (1950):, Robert Bleichsteiner, „Georgien – gestern und heute“ (1950):, Engelbert Broda, „Die Atomenergie“ (1950):, Gordon Childe, „Geschichte der Werkzeuge“ (1948), „Triebkräfte des Geschehens“ (1949):, Wilhelm Domaschko, „Mathematische Formelsammlung“ (1951):, M. A. Gremiazkij, „So wurde der Mensch“ (1948):, G.A. Gurjew, „Was ist das Weltall?“ (1947):, B.A. Keller, „Wie das Leben entstanden ist“ (1947):, F. Lang – F. Weber, „Handbuch des Hochbaues“ (1952):, Loibl – Schubert, „Die Bauordnung für Wien“ (1952):, Alexander Niklitschek, „Autofahrschule“ (1948):, W.K. Nikolskij und N.F. Jakowlew, „Wie die Menschen sprechen lernten“ (1950):, Alexander Popowski, „Auf den Spuren des Lebens“ (1946):, Rolf Rothmayer, „Rakete, Sputnik, Weltraumschiff“ (1958):, Erich Schmale, „Mein Motorrad und Motorroller“ (1948):, Schrötter – Rudolf Müller, „Hilfsbuch für Maschinenbau und Elektrotechnik“ (1951):, M.F. Subbotin, „So wurde die Erde“ (1948):, Erich Trapp, „Kräfte die unsere Erde formen. Kleine Geologie und Geophysik für jedermann“ (1950):, Fritz Weber, „Wie baue ich mir ein Eigenheim?“ (1954):, A. Wolodin, „Die Elemente wüten“ (1947).
Sport und Spiel:
Franz Dusika, „Der erfolgreiche Radfahrer“ (1951):, Tony Eicholzer und Hans Huber, „Modernes Boxen“ (1949):, E. F. Grünfeld, „Taschenbuch der Eröffnung im Schach. Brücke zum Mittelspiel unter Verwendung der modernsten Meisterpartien“ 1. Teil (1950), 2. Teil „Offene Behandlung“ (1951):, Ralph Hoke, „Handbuch der Leichtathletik“ (1951).
Frau und Heim:
Ludwig Berg, „Das Kleinkind“ (1950):, Grete Ceiss, Dina Diez und Marie Frischauf, „Moderne Kosmetik für jede Frau. Was man von der Schönheitspflege wissen muß“ (1951):, Delsberg, Benedikt und Fischer, „Ärzte raten der Frau“ (1950):, Hugo Glaser, „Das kleine Doktorbuch“ (1950):, Kreilisheim-Saxl und Kurz, „Säugling und Kleinkind“ (1951):, Ida Pisko und Friedrich Epstein, „Einsiedekochbuch für Obst und Gemüse“ (1948):, Charlotte Walter, „Wiener Küche“ (1955):, Christa Wurdinger-Schützenhofer, „Kochbuch für heute und morgen“ (1948).
Literatur:
Ludwig Anzengruber, „Der Steinklopferhannes“ (1946):, Marie von Ebner-Eschenbach, „Dorf- und Schloßgeschichten“ (1946):, Ernst Fischer, „Die Brücken von Breisau“ (1952), „Der große Verrat“ (1950), Karl E. Franzos, „Aufstand von Wolowce“ (1946);, Albert Fuchs, „Moderne österreichische Dichter“ (1946):, Nikolai Gogol, „Phantastische Novellen“ (1947):, Franz Grillparzer, „Der arme Spielmann“ (1946):, Johann Nepomuk Nestroy, „Höllenangst“ (1948):, Alexander Puschkin, „Der Postmeister“ (1946):, Alexander Rosen, „Winter“ (1946):, Arthur Schnitzler, „Fräulein Else“ (1946):, Karl Schönherr, „Ausgewählter Erzählungen“ (1947):, Adalbert Stifter, „Bergkristall“ (1946):, Anton Tschechow, „Humoristische Erzählungen“ (1947):, Franz Werfel, „Kämpfe der Schwachen“ (1947):, Anton Wildgans, „Späte Ernte“ (1946).
Die überwiegende Mehrzahl der angeführten Bücher befindet sich im Archiv der Alfred Klahr Gesellschaft in Wien.